# Coupe du monde de skeleton 2012-2013
Navigation
Édition précédente Édition suivante
La coupe du monde de skeleton 2012-2013 est la 27e édition de la Coupe du monde de skeleton, compétition de skeleton organisée annuellement. Elle se déroule entre le 5 novembre 2012 et le 17 février 2013.

## Règlement
| Période / Place | 1   | 2   | 3   | 4   | 5   | 6   | 7   | 8   | 9   | 10  | 11  | 12  | 13  | 14  | 15  | 16 | 17 | 18 | 19 | 20 | 21 | 22 | 23 | 24 | 25 | 26 | 27 | 28 | 29 |
| --------------- | --- | --- | --- | --- | --- | --- | --- | --- | --- | --- | --- | --- | --- | --- | --- | -- | -- | -- | -- | -- | -- | -- | -- | -- | -- | -- | -- | -- | -- |
| 2011            | 225 | 210 | 200 | 192 | 184 | 176 | 168 | 160 | 152 | 144 | 136 | 128 | 120 | 112 | 104 | 96 | 88 | 80 | 74 | 68 | 62 | 56 | 50 | 45 | 40 | 36 | 32 | 28 | 24 |

## Classement général

### Hommes
| Pos. | Skeletoneur          | LAK | PAR | WHI | WIN | PLA | ALT | KON | IGL | SOC | Points |
| ---- | -------------------- | --- | --- | --- | --- | --- | --- | --- | --- | --- | ------ |
| 1    | Martins Dukurs       | 1   | 1   | 2   | 1   | 1   | 1   | 1   | 1   | 1   | 2010   |
| 2    | Tomass Dukurs        | 2   | 4   | 3   | 5   | 3   | 4   | 5   | 3   | 5   | 1746   |
| 3    | Alexander Kröckel    | 7   | 2   | 7   | 6   | 5   | 2   | 4   | 9   | 6   | 1636   |
| 4    | Alexander Tretiakov  | 3   | 3   | 4   | 2   | 2   | -   | 3   | 2   | 2   | 1632   |
| 5    | Frank Rommel         | 0   | 5   | 1   | 7   | 12  | 3   | 2   | 5   | 3   | 1499   |
| 6    | Eric Neilson         | 16  | 6   | 5   | 8   | 8   | 14  | 8   | 6   | 10  | 1368   |
| 7    | Kristan Bromley      | 6   | 11  | 6   | 4   | 6   | 6   | 18  | 10  | 15  | 1360   |
| 8    | Christopher Grotheer | 14  | 12  | 13  | 3   | -   | 5   | 9   | 7   | 7   | 1232   |
| 9    | John Daly            | 4   | 7   | 19  | 11  | 9   | 20  | 11  | 16  | 4   | 1214   |
| 10   | Jon Montgomery       | 12  | 14  | 12  | 29  | 9   | 9   | 6   | 8   | 12  | 1160   |

### Femmes
| Pos. | Skeletoneuse           | LAK | PAR | WHI | WIN | PLA | ALT | KON | IGL | SOC | Points |
| ---- | ---------------------- | --- | --- | --- | --- | --- | --- | --- | --- | --- | ------ |
| 1    | Marion Thees           | 3   | 5   | 1   | 9   | 2   | 1   | 2   | 18  | 4   | 1678   |
| 2    | Anja Huber             | 8   | 3   | 8   | 2   | 4   | 5   | 3   | 7   | 3   | 1674   |
| 3    | Katie Uhlaender        | 5   | 1   | 7   | 21  | 1   | 2   | 9   | 10  | 2   | 1580   |
| 4    | Elizabeth Yarnold      | 9   | 2   | 3   | 4   | 8   | 4   | 11  | 9   | 9   | 1546   |
| 5    | Sarah Reid             | 1   | 11  | 2   | 6   | 2   | 18  | 5   | 4   | -   | 1413   |
| 6    | Mellisa Hollingsworth  | 2   | 7   | 5   | 8   | 7   | 19  | 4   | 12  | 14  | 1396   |
| 7    | Shelley Rudman         | 7   | 5   | 9   | 1   | 10  | 16  | 7   | 11  | 13  | 1393   |
| 8    | Cassie Hawrysh         | 11  | 4   | 4   | 7   | 13  | 8   | 14  | 17  | 16  | 1264   |
| 9    | Michelle Steele        | 12  | -   | 14  | 5   | 9   | 10  | 7   | 4   | 8   | 1240   |
| 10   | Lucy Katherine Chaffer | 6   | 8   | 13  | 12  | 5   | 13  | 15  | 13  | 12  | 1240   |

## Calendrier

### Hommes
| Date             | Lieu        | Vainqueur      | Deuxième            | Troisième            |
| 8 novembre 2012  | Lake Placid | Martins Dukurs | Tomass Dukurs       | Alexandre Tretiakov  |
| 17 novembre 2012 | Park City   | Martins Dukurs | Alexander Kroeckel  | Alexandre Tretiakov  |
| 25 novembre 2012 | Whistler    | Frank Rommel   | Martins Dukurs      | Tomass Dukurs        |
| 7 décembre 2012  | Winterberg  | Martins Dukurs | Alexandre Tretiakov | Christopher Grotheer |
| 14 décembre 2012 | La Plagne   | Martins Dukurs | Alexandre Tretiakov | Tomass Dukurs        |
| 5 janvier 2013   | Altenberg   | Martins Dukurs | Alexander Kroeckel  | Frank Rommel         |
| 12 janvier 2013  | Königssee   | Martins Dukurs | Frank Rommel        | Alexandre Tretiakov  |
| 19 janvier 2013  | Igls        | Martins Dukurs | Alexandre Tretiakov | Tomass Dukurs        |
| 15 février 2013  | Sotchi      | Martins Dukurs | Alexandre Tretiakov | Frank Rommel         |

### Femmes
| Date             | Lieu        | Vainqueur         | Deuxième                | Troisième         |
| 8 novembre 2012  | Lake Placid | Sarah Reid        | Mellisa Hollingsworth   | Marion Thees      |
| 16 novembre 2012 | Park City   | Katie Uhlaender   | Elizabeth Yarnold       | Anja Huber        |
| 23 novembre 2012 | Whistler    | Marion Thees      | Sarah Reid              | Elizabeth Yarnold |
| 7 décembre 2012  | Winterberg  | Shelley Rudman    | Anja Huber              | Noelle Pikus-Pace |
| 15 décembre 2012 | La Plagne   | Katie Uhlaender   | Sarah Reid Marion Thees |                   |
| 4 janvier 2013   | Altenberg   | Marion Thees      | Katie Uhlaender         | Noelle Pikus-Pace |
| 11 janvier 2013  | Königssee   | Noelle Pikus-Pace | Marion Thees            | Anja Huber        |
| 18 janvier 2013  | Igls        | Elena Nikitina    | Noelle Pikus-Pace       | Maria Orlova      |
| 16 février 2013  | Sotchi      | Noelle Pikus-Pace | Katie Uhlaender         | Anja Huber        |